# La Mancha de Montearagón

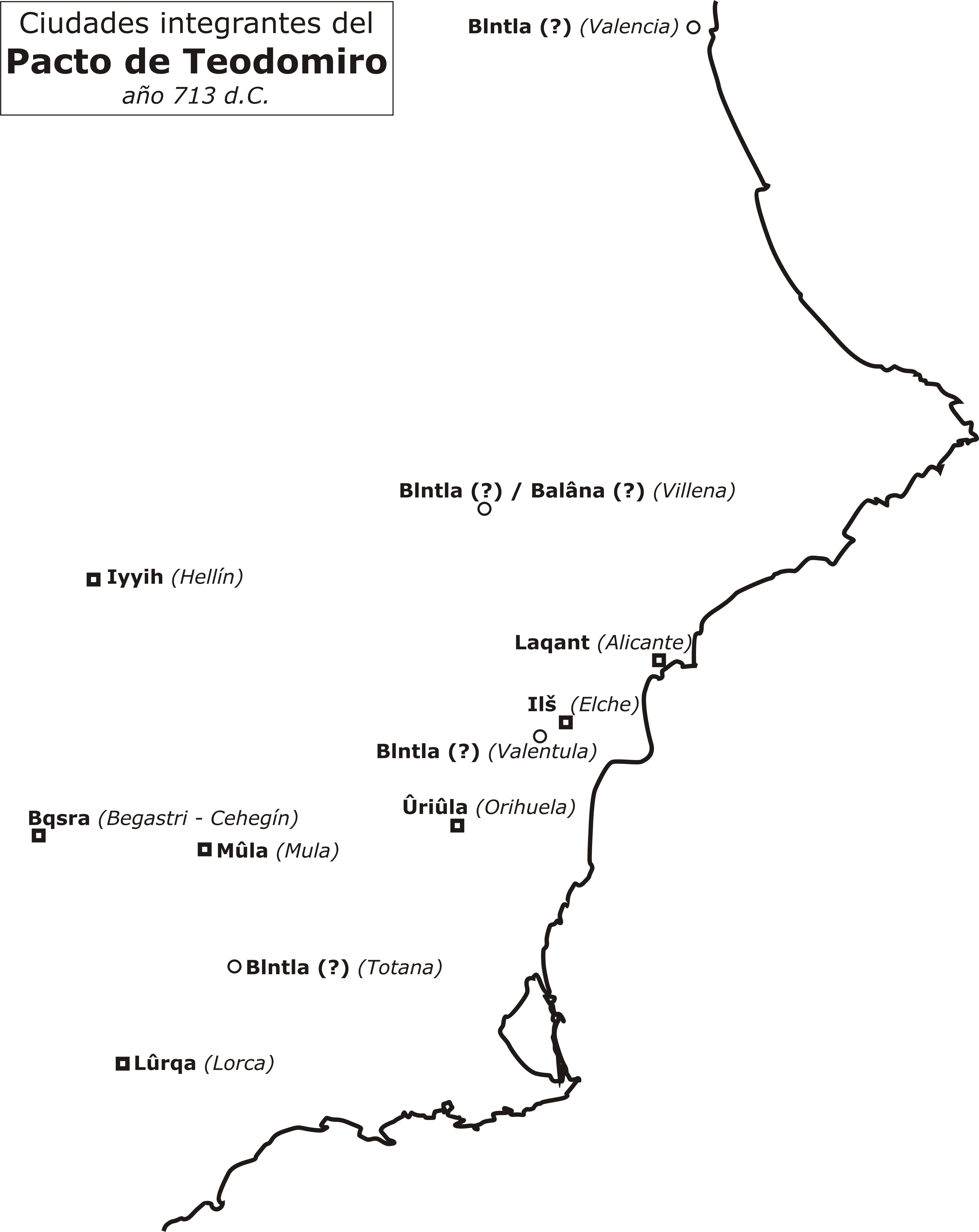
Zona del Pacto de Teodomiro en el reino de Tudmir y antigua región de Carthago Spartaria.

La Mancha de Montearagón, también conocida como La Mancha de Montaragón, o La Mancha de Aragón, es una región o comarca histórica española, compuesta por las tierras meseteñas del sureste de Castilla, fronterizas con el Reino de Valencia, perteneciente a la antigua Corona de Aragón.
Hasta el siglo XVI, recibía este nombre el sector más oriental de La Mancha, la cual conformaba junto a la Mancha Alta y la Mancha Baja.
La extensión real de la región histórica no está determinada de forma precisa, pues de hecho La Mancha de Montearagón nunca tuvo una dimensión política, sino geográfica. No obstante, la mayor parte de la misma se extendía por parte de las actuales provincias de Albacete y Cuenca (especialmente las dos manchuelas (albaceteña y conquense, el área metropolitana de Albacete y el Corredor de Almansa), si bien también podrían incluirse en ella algunas localidades de las provincias de Ciudad Real, Toledo, Valencia, Alicante y Murcia.[cita requerida]

## El origen del topónimo Monte Aragón y Mancha
El topónimo más antiguo conocido como Monte Aragón  procede del nombre de un monte cercano a Huesca donde Sancho Ramírez de Aragón comenzó a construir un Castillo Real, una importante iglesia abadía dentro de este y una Villa junto al castillo, todo con el sobrenombre de Montearagón, desde 1085.
Jerónimo Zurita dice que Pero López de Ayala tuvo noticia cierta del nombre de Mancha como tierra de espartos, seca, que los godos la llamaban Espartaria y que los árabes mantuvieron el léxico Espartaria que en lengua árabe sería Manxa.

## El origen de La Mancha de Montaragón
La mención escrita más antigua del topónimo "Mancha de Montaragón" es del año 1237, en tiempos contextuales de Jaime I de Aragón y la conquista de Valencia en 1238. Se da en un convenio entre la Orden de Santiago y la Orden de San Juan, en la que el comendador de Uclés (de la Orden de Santiago) paga con unas cabezas de ganado al de Consuegra (de la Orden de San Juan), "por la ayuda del agua de Guadiana que saco por la Mancha de Montearagón", en referencia a la zona de las Lagunas de Ruidera. 

### Las tesis
Existen escritos de individuos de la Real Academia de la Historia que afirmaron que arrago es palabra ibera y que significaría "esparto" y lo vinculan con el antiguo Campo Espartario o Espartaria, o con la Carthagena Espartera. A partir de aquí se derivan tesis que vinculan al topónimo Montaragón con la palabra arrago y extendiendo la Mancha de Montearagón hasta las costas de Murcia y Alicante, y relacionándola con la Cora de Tudmir.

#### Pretel Marín

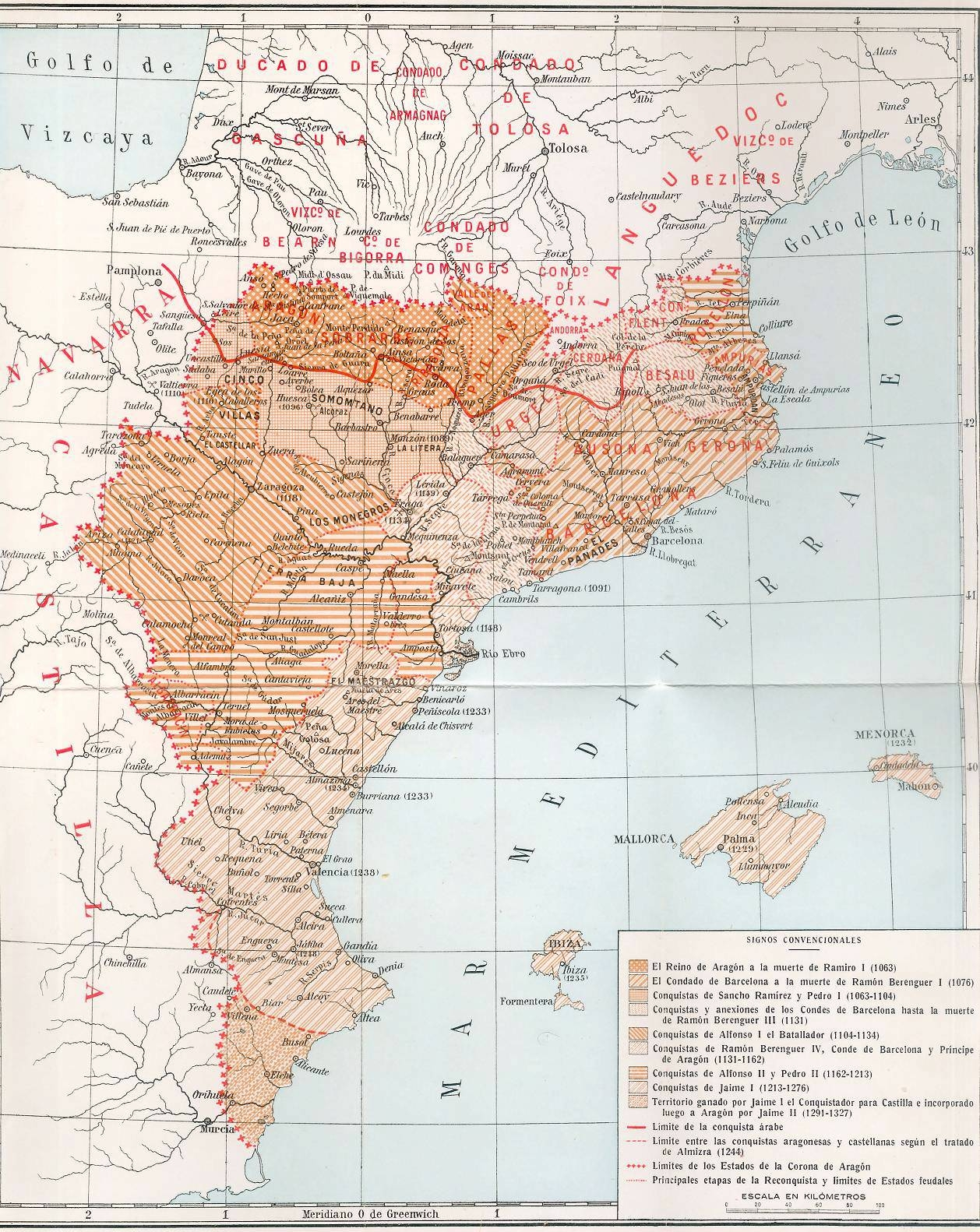
Conquistas de la Corona de Aragón en un mapa coetáneo de la época en que aparece la nomenclatura «La Mancha de Montearagón o Montaragón»

Según el historiador Aurelio Pretel Marín, en este tiempo, es decir, a comienzos del siglo XIII, se designaría de forma imprecisa con el nombre de Mancha de Montaragón toda la zona incluida entre el dominio castellano al este de la actual provincia de Ciudad Real, incluidas las Lagunas de Ruidera, hasta los límites que según el Tratado de Cazola corresponderían a la Corona de Aragón, en los rebordes montañosos del oeste de la provincia de Valencia, integrando así un amplio territorio despoblado y meseteño que nominalmente pertenecía al reino musulmán de Murcia.
Así, el topónimo Montaragón provendría del hecho de que los castellanos que viajaran hacia Valencia (que ya había sido conquistada por Jaime I de Aragón en 1238) "montaban" (subían) hacia Aragón, al pasar por este territorio, situado a mayor altitud. Se trataría de una evolución similar a la del topónimo que designa a los Altos de Giravalencia, que también designaban el camino hacia ese territorio.

#### Mancha de Monte Aragón o Mancha de Aragón
Pero López de Ayala recogió en sus Crónicas de los Reyes de Castilla la nomenclatura «Mancha de Montearagón» y Jerónimo de Zurita realizó posteriormente unas correcciones y notas a esta obra que constituyen per se, en uno de sus capítulos, una tesis sobre si el verdadero nombre de la comarca es la «Mancha de Monte Aragón» o la «Mancha de Aragón» con que aparecía en algunos libros de su época. Las notas particulares se titulan bajo el epígrafe: Que era «conde de espartaría», que quiere decir, de la «mancha» que dicen de «montearagón» . Así comienza:

Así esta en todos los libros de mano (manuscritos) e impresos y este es un lugar muy señalado que nos declara el nombre de la región que llamamos Mancha, de donde tuvo su origen, porque algunos tenían por cierto, que lo que hoy décimos Mancha de Aragón se corrompió de Mancha, de donde se deduce el nombre de marca o comarca y como aquella región confina con el reyno de Valencia, que fue conquista del reyno de Aragón. El mismo D. Pedro López de Ayala, en el libro que compuso de la cetrería, en el título de los «Alfenaques», llama a Alicante de Aragón, estando tan a lo occidental del reyno de Valencia, y en esta historia en el año undécimo del rey don Pedro, capítulo 7 y 19, dice de Tortosa que es «condado del reyno de Aragón» y así parecía como muy conforme a razón que se decía «Mancha de Aragón» por «marca o comarca de Aragón». Pero solo este lugar nos pudiera desengañar de esto, que ni se dijo Mancha por esta causa, ni tampoco de Aragón, sino de Monte Aragón, de donde se vino a llamar de Aragón.(...)

Afirma Zurita, como primera premisa, que toda nomenclatura nueva de la región deriva de Mancha o Espartaría y que en su tiempo «algunos tenían por cierto» que «Mancha de Aragón» se corrompió de Mancha y que estos infieren de aquí «una marca o comarca» en razón a la reconquista. Como desde Aragón se reconquistó Valencia y esta colindaba con la antigua «Mancha o la Espartaría goda» de aquí la dicción «Mancha de Aragón» tal como «Alicante de Aragón» en el contexto bélico del año undécimo del rey don Pedro. También destaca el papel que tuvieron las ediciones impresas en extender «Mancha de Aragón».

##### La tesis de Zurita

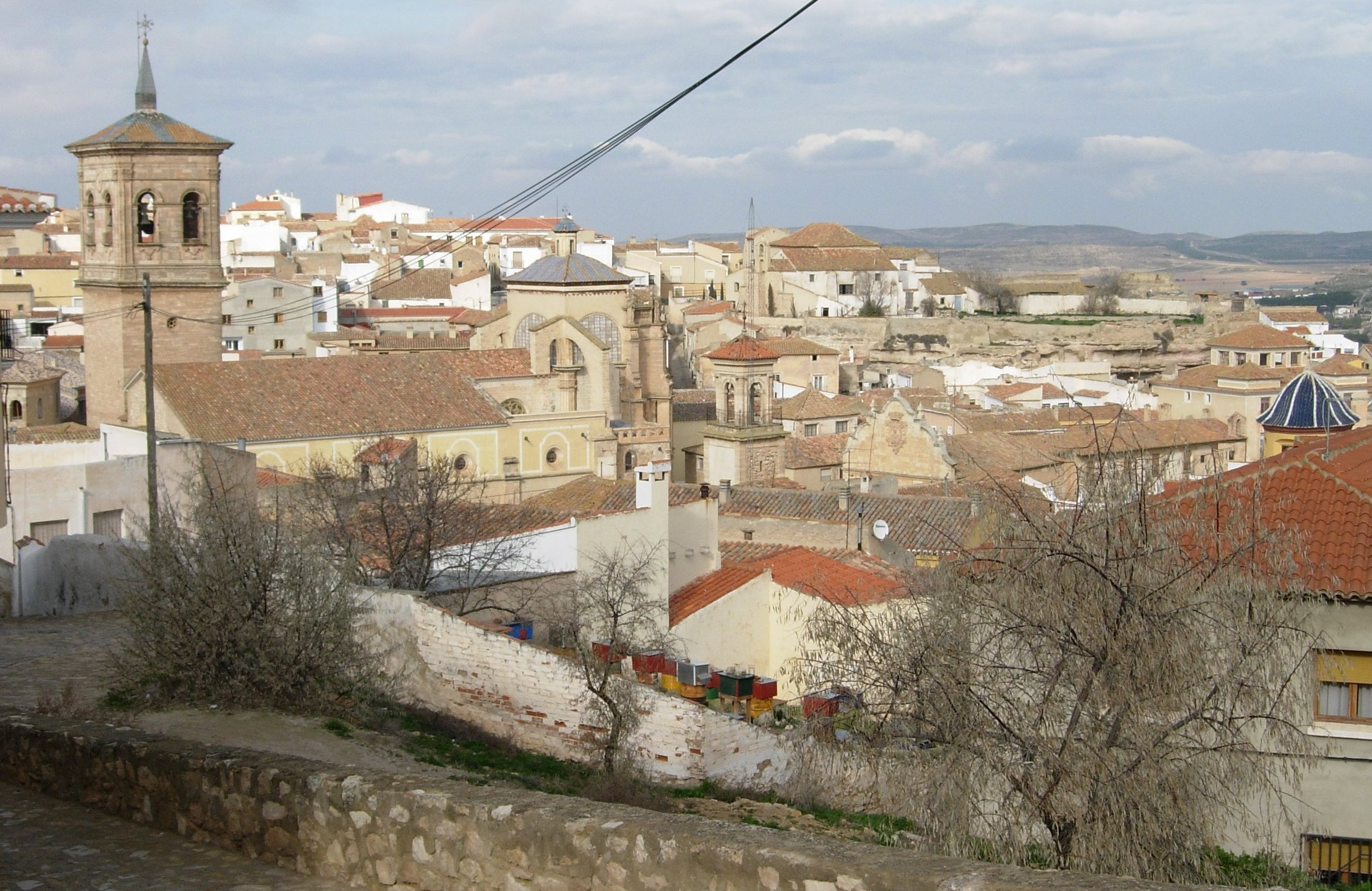
Vista de la ciudad de Chinchilla de Montearagón.

Prosigue e inicia la parte demostrativa de su tesis suscribiendo que López de Ayala tuvo noticia cierta del nombre de Mancha como tierra de espartos ,seca, que los godos la llamaban Espartaria y que los árabes mantuvieron el léxico Espartaria aunque en lengua árabe es manxa. Encuentra que en razón de la Guerra de los Dos Pedros, en los registros del rey don Pedro de Aragón este dice sobre la posibilidad táctica de entradas militares por aquella parte:

 Por Magen e por Almesa, que es tierra de Don Juan, e es seca y Manja, e tal que poder de rey no y poria turar, e com hi fos entrat, no hi poria dar dañy.

Desde aquí, afirma Zurita la corrupción de Monte Aragón: «Cuanto al nombre de Monte Aragón, es muy averiguado que se llama así y que se ha corrompido en Aragón no nos queda duda ninguna. En la historia general publicada por Florián de Ocampo, capítulo 7, 1ª parte, se dice así:»:

E pobló otra villa, que dicen Cartagena, e solianla llamar antiguamente Cartagena Espartera, porque toda la tierra do es el esparto, llaman agora Monte Aragón, e obedecía a ella.

Y dice Zurita, «en otras ediciones de Florián de Ocampo de Monte Aragón se enmendó a Mancha de Aragón» y expone que «Monte Aragón» fue el usado en otros documentos oficiales: «También aparecen ciertos instrumentos originales del tiempo de D. Dionis de Portugal, en portugués, en que se hace mención del Lugar de la Alhambra de la Mancha de Monte Aragón y en las cortes que se tuvieron en la ciudad de Burgos por la reyna Doña María, se dice así: porque dezis que recibides grandes daños de los ganados que van y vienen de los extremos que salen de las cañadas antiguas e entrando por panes e viñas, las cuales cañadas son, la una que dicen de León e la otra que dicen Segoviana e la otra que dicen de la Mancha de Monte Aragón y en una carta del rey D. Alonso, dada en Madrid 1367 nombrando las Cañadas, las llama: la Cañada de Monte Aragón e Segoviana e Toledana e Leonesa e de Cuenca».

##### Porqué se llamó Monte Aragón según Zurita
- Y concluye la tesis: «Porque causa se llamase Monte Aragón se declara más por algunas memorias antiguas, en que se dice que la Sierra que se extiende desde la villa de Chinchilla hasta el reyno de Valencia se llama Monte Aragón y hoy en día le dura este nombre en aquella comarca».

Subraya Zurita desde su introducción, reiteradamente y en su conclusión final, el valor más significante del topónimo Monte Aragón, negando tanto a Mancha como a Aragón ser la causa directa del topónimo de la comarca sino al monte. Parece sugerir Zurita que el sobrenombre Monte Aragón es tan antiguo como el de la villa y sierra.

## Montearagón y montaragon
En gramática histórica, Montearagón aparece escrito en latín como Montaragón en algún documento regio de los emitidos sobre el castillo de Montearagón por Pedro I y Ramiro II, siendo usados como equivalentes los términos Mont-Aragón y Monte-Aragón. La ciudad de Chinchilla desde antiguo llevó el nombre de «Cincilia», voz de origen celta, escrita también «Cingilia», en latín, por los romanos. Recibió el nombre  de Ghenghalet y también, bajo el mismo dominio, se llamó Yinyalá  o también Sintinyala y finalmente Chinchilla. Las tropas de Alfonso X, coaligadas con la Orden de Calatrava y los ejércitos de Jaime I de Aragón la conquistaron a los árabes entre 1243 y 1266. Un sobrino de Jaime I que también era abad de la regia abadía de Montearagón acompañó personalmente estas campañas de conquista. 
No existe certeza histórica del porqué de la presencia y adopción del sobrenombre «Montearagón» en esta zona de la mancha, salvo la inferida razón de la conquista de Chinchilla por tropas de Jaime I quien, como todos sus ascendientes, fue también protector del Real castillo abadía de Montearagón, fundado por su ancestro Sancho Ramírez de Aragón, y así pudiera ser esta la causa o nexo que dio metonimia a la ciudad de Chinchilla de Monte-Aragón y extensivamente a la Cordillera de Montearagón. Es también notable la existencia del antiguo Castillo de Chinchilla y su semejanza con aquel original emplazamiento fortificado de la hoya de Huesca, con su semejante topografía y vegetación, con la ciudad de Chinchilla bajo el monte de su castillo, igual que Quicena, y con su carácter de conquista participada por un rey aragonés.

## La Mancha de Montearagón y El Señorío de Villena

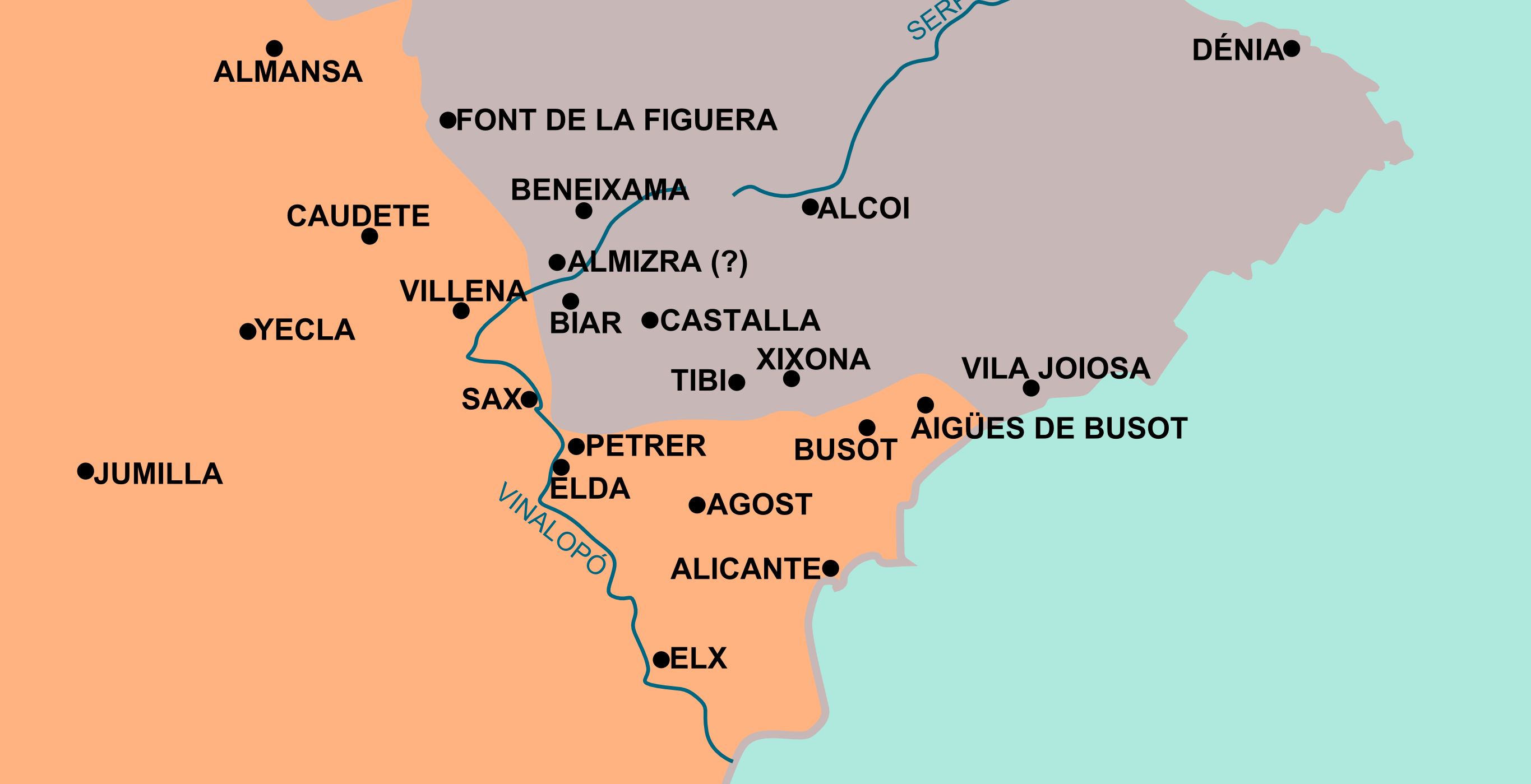
Límites del Tratado de Almizra.

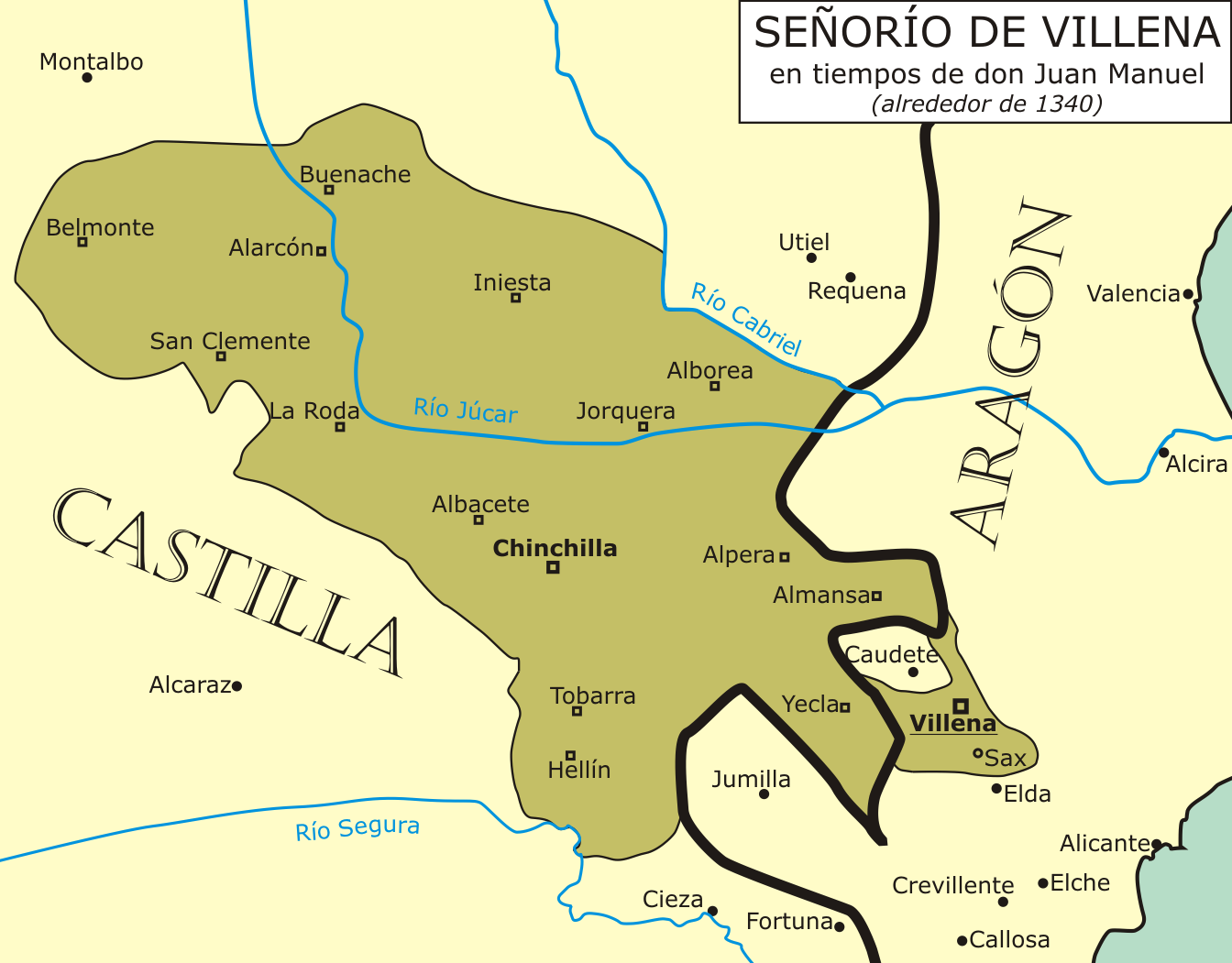
Señorío de Villena en 1340

Con la reconquista confederada castellano-aragonesa de las tierras de la Mancha de Montaragón a lo largo del siglo XIII, se creó un espacio mesetario, manchego y fronterizo ínter-reinos cristianos, a la sazón, en guerra con las taifas, caracterizado por su escaso poblamiento, sus extremas condiciones climatológicas y su altitud.
La Taifa de Murcia fue inicialmente pactada en 1241 por Fernando III de Castilla mediante el tratado o las «capitulaciones de Alcaraz» de 1243. En razón al Tratado de Almizra de 1244, este mismo año, su hijo Alfonso X tomó Mula, Lorca y Cartagena y nombró adelantado mayor del reino de Murcia a su hermano, Manuel de Castilla. En 1246, su hijo Alfonso X casó con Violante de Aragón y se confederó con su suegro, Jaime I el Conquistador. Se inició repoblación por gentes cristianas, que llegaron tanto de Aragón como de Castilla . 
La conversión de la Taifa de Murcia en el Reino de Murcia dejó en una encrucijada jurisdiccional a los terrenos y poblaciones ahora confines de los reinos de Toledo, Valencia y el más reciente de Murcia, quedando partidas entre los nuevos reinos las tierras de la subyacente nomenclatura «Mancha de Montearagón o Montaragón». El contexto sobre la formación del reino de Murcia y una disputa acaecida sobre Játiva (cota. de Jaime I), Villena y Sax (cota. de Alfonso X), darían lugar a reajustes finales de la línea de frontera entre los reinos de Valencia-Murcia y a la primera jurisdicción estable del incipiente Señorío de Villena. 

(...) Vista la dicha desconveniencia se interpuso la reyna, juntamente con el Maestre y Diego López de Haro y se convinieron partiesen la tierra por los límites antiguos de los reynos de Valencia y Murcia y que el rey entregase a su yerno a Villena, Sax, los Cabdetes y Bugarra, y el infante a su suegro a Enguera y Moxente. Hizose división de los lugares de la conquista de suerte que al reyno de Murcia se adjudicaron Almansa, Sarazul y el río de Cabriel, Y al de Valencia, Castalla, Biar, Relleu, Sexsona, Alarch, Inestrat, Torres, Polop y la Muela, que esta junto a Aigues y Altea, y todo lo que se incluia dentro de los términos de estos lugares, y con esto partieron muy conformes, el rey al cerco de Xativa que al fin la tomó y el Infante a Murcia.(...)

## El Señorío Ducado y Marquesado de Villena

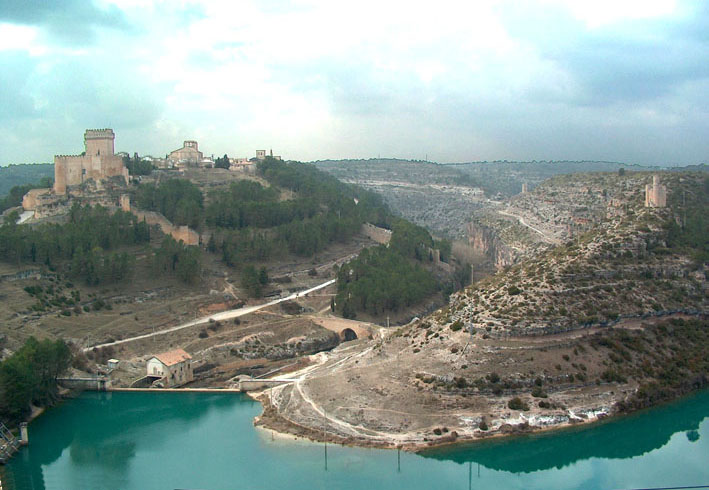
La villa de Alarcón, a orillas del río Júcar.

Desde Fernando III de Castilla se iniciará la denominada Casa de Manuel de Villena y junto a la Casa de Aragón serán co-fundadoras del señorío de Villena con connotaciones de Infantado.
- Señorío. Manuel de Castilla fue el I señor de Villena, hijo de Fernando III de Castilla y hermano de Alfonso X, de quien lo recibió como infante y por su participación en la conquista y defensa de Murcia. Casado con Constanza de Aragón, infanta,  hija de Jaime I de Aragón y habiendo recaído unas tierras en el reino de Murcia-Castilla y otras en el de Valencia-Aragón, de consuno y en concilio con Jaime I crearon el nuevo señorío y lo dieron a título de derechos de guerra consolidados por el infante y como dote sobrevenida de la Infanta.

- Ducado. Don Juan Manuel, hijo de los anteriores y el II señor de Villena. Mayordomo mayor de su sobrino el rey Fernando IV de Castilla y adelantado del reino de Murcia. Juan Manuel se confederó con su cuñado Alfonso IV de Aragón, y como había tierras del señorío de Villena que estaban en el reino de Valencia, este le dio el título de Príncipe de Villena en 1334. El mismo título lo ratificó en 1336 Pedro IV de Aragón y concedió que pudiese usarlo indistintamente con el de I Duque del Ducado de Villena. Por el Tratado de Elche el Castillo de Alarcón se incorporó al Señor de Villena, Don Juan Manuel tomó posesión de la villa de Alarcón en 1305.

- Ducado a Marquesado. Fernando Manuel fue el III señor y II duque de Villena, su hija Blanca Manuel falleció sin hijos en tiempos de Pedro I de Castilla y este confiscó el señorío que se incorporó a la Corona de Castilla en el contexto de la Guerra de los Dos Pedros. A Pedro I sucedió Enrique II de Castilla y siendo su esposa Juana Manuel de Villena, hija de Don Juan Manuel y la legitima sucesora de su sobrina Blanca, fue la señora y III duquesa de Villena, así se cedió el señorío a Alfonso de Aragón el Viejo con el nuevo título de I Marqués, por estar en la «marca» o frontera de estos reinos, y pasó a ser Marquesado de Villena.

- Marquesado. Alfonso de Aragón el Viejo, tras los infructuosos casamientos de sus dos hijos, Alfonso de Aragón el Joven y Pedro de Aragón y Jiménez con hijas de Enrique II de Castilla, Pedro fue el II marqués de Villena y murió en 1385 en la Batalla de Aljubarrota, su hijo se nombró Enrique de Villena. Pero se tuvo que devolver la dote de sesenta mil doblas recibidas por Alfonso y Pedro, vendiéndose el marquesado a Enrique III de Castilla (hay cronista que dice fue un mero préstamo para pagar un rescate de guerra). Se incorporó así a la Corona de Castilla por venta judicial, quedándole al Marqués el usufructo vitalicio de Villena y Almansa. Alfonso de Aragón y Foix falleció en 1412 sin marquesado y su nieto Enrique de Villena no fue el III marqués.

Pedro Salazar de Mendoza afirma que en relación con el señorío y marquesado estuvieron: 
- Villena, Chinchilla, Albacete (fue una aldea de Chinchilla), Almansa, Hellin, Tovarra, Yecla, Sax, Villanueva de la Jara, Utiel, la Roda, San Clemente, Munera, Logasa, el Bonillo, las Mesas, Jorquera, Villanueva de la Fuente, Villa Robledo y otras.

Estas vicisitudes y otras llevó a una identificación y a una extensión compleja y confusa del primitivo concepto de Mancha de Montearagón.
Dicha identificación continuó produciéndose  es por ello que, ya a finales del siglo XVI, diversos pueblos de la Tierra de Alarcón, tales como Garcimuñoz, La Alberca, El Peral, El Provencio o Quintanar del Rey se declaran situados en la Mancha de Aragón. También lo hacen, sin embargo, municipios que no pertenecieron al Marquesado de Villena, tales como Quintanar de la Orden y La Puebla de Almoradiel, enclavados actualmente en la provincia de Toledo.

## El abandono del topónimo
A finales del siglo XV se convirtió en usual la doble nomenclatura escrita del topónimo, Mancha de Montearagón, a Mancha de Aragón, que se hizo muy frecuente en el siglo XVI suscitando las investigaciones de Jerónimo de Zurita. De hecho, es este topónimo, "Mancha de Aragón", el que aparece en la novela de Miguel de Cervantes, Don Quijote de La Mancha (de 1605). 
Sin embargo, según Pretel Marín, este nombre resultaba impropio para un territorio que siempre había pertenecido a Castilla, hecho que, ayuda a desterrar por completo dicho topónimo. De hecho, como él señala, en las Relaciones de los pueblos de España ordenadas por Felipe II, son muy pocos los pueblos de este territorio que utilizan el nombre de la Mancha de Aragón. En su lugar, era mucho más utilizada la demarcación del Marquesado de Villena.

## Los límites de la Mancha de Montearagón
Según Pretel Marín señala, el resultado añadido del progresivo abandono del topónimo "Mancha de Montearagón", es una creciente indefinición en la fijación de los límites de La Mancha de Montearagón, "cuestión que, enturbiada luego por eruditos y cronistas más o menos interesados, perdura hasta nuestros días".
En su trabajo monográfico sobre La Mancha de Montearagón, Pretel Marín (1984) trata de establecer "unos límites aproximados al topónimo Montaragón", en el que toma, "como núcleo base, las tierras de Chinchilla y, en general, todas las albacetenses que las rodean", y "en un sentido más amplio", que cree más correcto, "los dos partidos del señorío de Villena: el del obispado de Cartagena [...] y el de Cuenca". Toma así, como principales plazas del núcleo de la Mancha de Montearagón: "las de Alarcón, Belmonte, Villanueva de la Jara, Quintanar del Rey, San Clemente, El Provencio, Garcimuñoz, Iniesta, Motilla del Palancar, Pedroñeras, Las Mesas, La Roda, Albacete, Chinchilla, Jorquera, Alcalá del Júcar, Ves, Almansa, Tobarra, Hellín, Villena, Sax y Yecla". También incluye en la Mancha de Montearagón a Requena, y del antiguo Alfoz de Alcaraz, "a su parte más manchega: Lezuza, Munera, Villarrobledo, Barrax, y hasta Las Peñas", si bien no a la sierra de Alcaraz, que "no es geográficamente manchega". Alhambra, Ruidera y Peñarroya las cita como "localizadas por la documentación del siglo XIII en la Mancha de Montearagón o inmediatamente junto a ella". El límite norte de la Mancha de Montearagón lo sitúa en la frontera del Marquesado de Villena con la Orden de Santiago y las tierras de Uclés, Huete y Cuenca. Al sur, el límite lo sitúa lindando "con las encomiendas santiaguistas de Yeste y Socovos y con las sierras meridionales del término de Alcaraz". El límite por el este sería aproximadamente la frontera entre los territorios de la Corona de Castilla y el Reino de Valencia.
Sin embargo, lo cierto es que en lo que se refiere al concepto "manchego", entendido éste como la región histórica castellana en la que se inscribe como zona oriental la Mancha de Montearagón, gran parte de los municipios anteriores no se incluirían geográficamente en dicha región, así como tampoco históricamente. 
Al hablar del componente castellano y manchego de la provincia de Albacete, Francisco Fuster Ruiz  mencionó: "sólo aparecerían como auténticamente murcianas, por razones históricas y de toda índole las siguientes poblaciones: Albatana, Almansa, Elche de la Sierra, Férez, Fuente Álamo, Hellín, Letur, Liétor, Montealegre del Castillo, Nerpio, Ontur, Socovos, Tobarra y Yeste". Dándolo por supuesto para las poblaciones que están fuera de la provincia como Yecla, Villena o Sax. Por lo que la Mancha de Montearagón vendría a concluir en el mismo límite geográfico establecido para la Mancha con las primeras estribaciones montañosas de la Cordillera Subbética.